# Pedro Ríos
Pedro Ríos Maestre est un footballeur espagnol né le 12 décembre 1981 à Jerez de la Frontera, qui évolue au poste d'ailier droit pour le San Fernando CD en Espagne.

## Palmarès
Xerez CD
- Vainqueur de la Liga Adelante : 2009